# Cloncurry
Cloncurry (20° 30′ S, 140° 24′ L) é uma cidade Área Governamental Local situada a noroeste de Queensland, na Austrália, 770 quilômetros a oeste da cidade de Townsville,  ligada a esta pela estrada de Flinders. A cidade é adjacente ao Rio de Cloncurry. É o centro administrativo do Condado de Cloncurry que tem uma população de aproximadamente 3900 pessoas (calculado em 2003). Cloncurry foi proclamada uma cidade em 1884, e a estrada de ferro chegou em 1908.
Os primeiros europeus para atravessar a área foram Burke e Lega na epopeia deles, a expedição no final das contas foi fatal, transcontinental. O Rio de Cloncurry foi nomeado para Burke depois da Senhora Elizabeth Cloncurry, prima dele, com a cidade que leva seu nome, eventualmente o do rio.
O Cobre foi descoberto na área em 1867, e a cidade pulou para o posto de Grande Mina da Austrália. A Pecuária é a atividade economicamente mais significante na região.
Cloncurry foi considerada amplamente como segurando o registro para a temperatura mais alta registrada na Austrália a 53.1 °C (127.5 °F) em 16 de janeiro de 1889. Recentes investigações revelaram que esta temperatura estava medida em uma tela improvisada feita de um engradado de cerveja e que comparou a 47-49 °C debaixo das condições padrão.
A População de Cloncurry tinha diminuído de 3,898 em 1996 para 2,900 em 2002 .